# Five Nations 1953
Die Ausgabe 1953 des jährlich ausgetragenen Rugby-Union-Turniers Five Nations (seit 2000 Six Nations) fand zwischen dem 10. Januar und dem 28. März statt. Turniersieger wurde England.

## Teilnehmer
| Land       | Stadion                            | Stadt             | Kapitän                          |
| ---------- | ---------------------------------- | ----------------- | -------------------------------- |
| England    | Twickenham Stadium                 | London            | Nim Hall                         |
| Frankreich | Stade Olympique Yves-du-Manoir     | Colombes          | Jean Prat                        |
| Irland     | Lansdowne Road / Ravenhill Stadium | Dublin / Belfast  | Jack Kyle                        |
| Schottland | Murrayfield Stadium                | Edinburgh         | Arthur Dorward / Angus Cameron   |
| Wales      | Cardiff Arms Park / St Helen’s     | Cardiff / Swansea | John Gwilliam / Bleddyn Williams |

## Tabelle
|    | Land       | Spiele | Siege | Unent. | Ndlg. | Spiel- punkte | Diff. | Tabellen- punkte |
| -- | ---------- | ------ | ----- | ------ | ----- | ------------- | ----- | ---------------- |
| 1. | England    | 4      | 3     | 1      | 0     | 54:20         | + 34  | 7                |
| 2. | Wales      | 4      | 3     | 0      | 1     | 26:14         | + 12  | 6                |
| 3. | Irland     | 4      | 2     | 1      | 1     | 54:25         | + 29  | 5                |
| 4. | Frankreich | 4      | 1     | 0      | 3     | 17:38         | − 21  | 2                |
| 5. | Schottland | 4      | 0     | 0      | 4     | 21:75         | − 54  | 0                |

## Ergebnisse
| 10. Januar 1953 | Frankreich                                                                         | 11 : 5        | Schottland                         | Stade Olympique Yves-du-Manoir, Colombes Zuschauer: 24.472 Schiedsrichter: D. B. Glasgow (Irland) |
| 10. Januar 1953 | Versuche: Bourdeu Erhöhungen: Bertrand Straftritte: Bertrand Dropgoals: Carabignac | (6:5) Bericht | Versuche: Rose Erhöhungen: Cameron | Stade Olympique Yves-du-Manoir, Colombes Zuschauer: 24.472 Schiedsrichter: D. B. Glasgow (Irland) |

| 17. Januar 1953 | Wales               | 3 : 8         | England                                                  | Cardiff Arms Park, Cardiff Zuschauer: 56.000 Schiedsrichter: Michael Dowling (Irland) |
| 17. Januar 1953 | Straftritte: Davies | (3:5) Bericht | Versuche: Cannell Erhöhungen: Hall Straftritte: Woodward | Cardiff Arms Park, Cardiff Zuschauer: 56.000 Schiedsrichter: Michael Dowling (Irland) |

| 24. Januar 1953 | Irland                                                       | 16 : 3        | Frankreich            | Ravenhill Stadium, Belfast Zuschauer: 38.000 Schiedsrichter: T. E. Priest (England) |
| 24. Januar 1953 | Versuche: Kyle Lawlor McCarthy Mortell Erhöhungen: Gregg (2) | (5:0) Bericht | Dropgoals: Carabignac | Ravenhill Stadium, Belfast Zuschauer: 38.000 Schiedsrichter: T. E. Priest (England) |

| 7. Februar 1953 | Schottland | 0 : 12        | Wales                        | Murrayfield Stadium, Edinburgh Zuschauer: 70.000 Schiedsrichter: Peter Cooper (England) |
| 7. Februar 1953 |            | (0:6) Bericht | Versuche: Jones Williams (2) | Murrayfield Stadium, Edinburgh Zuschauer: 70.000 Schiedsrichter: Peter Cooper (England) |

| 14. Februar 1953 | Irland                                       | 9 : 9         | England                               | Lansdowne Road, Dublin Schiedsrichter: A. W. C. Austin (Schottland) |
| 14. Februar 1953 | Versuche: Mortell Straftritte: Henderson (2) | (0:3) Bericht | Versuche: Evans Straftritte: Hall (2) | Lansdowne Road, Dublin Schiedsrichter: A. W. C. Austin (Schottland) |

| 28. Februar 1953 | England                                               | 11 : 0        | Frankreich | Twickenham Stadium, London Zuschauer: 60.000 Schiedsrichter: Vernon Parfitt (Wales) |
| 28. Februar 1953 | Versuche: Butterfield Evans Woodward Erhöhungen: Hall | (6:0) Bericht |            | Twickenham Stadium, London Zuschauer: 60.000 Schiedsrichter: Vernon Parfitt (Wales) |

| 28. Februar 1953 | Schottland                                                   | 8 : 26         | Irland                                                          | Murrayfield Stadium, Edinburgh Schiedsrichter: Ivor David (Wales) |
| 28. Februar 1953 | Versuche: Henderson Erhöhungen: Thomson Straftritte: Thomson | (0:10) Bericht | Versuche: Byrne (3) Kavanagh McCarthy Mortell Erhöhungen: Gregg | Murrayfield Stadium, Edinburgh Schiedsrichter: Ivor David (Wales) |

| 14. März 1953 | Wales                                  | 5 : 3   | Irland          | St Helen’s, Swansea Zuschauer: 50.000 Schiedsrichter: Peter Cooper (England) |
| 14. März 1953 | Versuche: Griffiths Erhöhungen: Davies | Bericht | Versuche: Byrne | St Helen’s, Swansea Zuschauer: 50.000 Schiedsrichter: Peter Cooper (England) |

| 21. März 1953 | England                                                                        | 26 : 8         | Schottland                                           | Twickenham Stadium, London Zuschauer: 60.000 Schiedsrichter: Michael Dowling (Irland) |
| 21. März 1953 | Versuche: Adkins Bazley (2) Butterfield Stirling Woodward Erhöhungen: Hall (4) | (11:3) Bericht | Versuche: Henderson Weatherstone Erhöhungen: Thomson | Twickenham Stadium, London Zuschauer: 60.000 Schiedsrichter: Michael Dowling (Irland) |

| 28. März 1953 | Frankreich            | 3 : 6         | Wales                   | Stade Olympique Yves-du-Manoir, Colombes Schiedsrichter: O. B. Glasgow (Irland) |
| 28. März 1953 | Straftritte: Bertrand | (0:3) Bericht | Versuche: Griffiths (2) | Stade Olympique Yves-du-Manoir, Colombes Schiedsrichter: O. B. Glasgow (Irland) |